# 리주신
리주신(중국어 정체자: 李竺芯, 병음: Lî Zhúxīn, 한자음: 이축심, 영어:  Siri Lee, 1989년 6월 17일~ )은 중화민국의 가수이다.